# CETP
CETP (англ. Cholesteryl ester transfer protein) – білок, який кодується однойменним геном, розташованим у людей на короткому плечі 16-ї хромосоми. Довжина поліпептидного ланцюга білка становить 493 амінокислот, а молекулярна маса — 54 756.
| 10         |  | 20         |  | 30         |  | 40         |  | 50         |
| ---------- |  | ---------- |  | ---------- |  | ---------- |  | ---------- |
| MLAATVLTLA |  | LLGNAHACSK |  | GTSHEAGIVC |  | RITKPALLVL |  | NHETAKVIQT |
| AFQRASYPDI |  | TGEKAMMLLG |  | QVKYGLHNIQ |  | ISHLSIASSQ |  | VELVEAKSID |
| VSIQNVSVVF |  | KGTLKYGYTT |  | AWWLGIDQSI |  | DFEIDSAIDL |  | QINTQLTCDS |
| GRVRTDAPDC |  | YLSFHKLLLH |  | LQGEREPGWI |  | KQLFTNFISF |  | TLKLVLKGQI |
| CKEINVISNI |  | MADFVQTRAA |  | SILSDGDIGV |  | DISLTGDPVI |  | TASYLESHHK |
| GHFIYKNVSE |  | DLPLPTFSPT |  | LLGDSRMLYF |  | WFSERVFHSL |  | AKVAFQDGRL |
| MLSLMGDEFK |  | AVLETWGFNT |  | NQEIFQEVVG |  | GFPSQAQVTV |  | HCLKMPKISC |
| QNKGVVVNSS |  | VMVKFLFPRP |  | DQQHSVAYTF |  | EEDIVTTVQA |  | SYSKKKLFLS |
| LLDFQITPKT |  | VSNLTESSSE |  | SVQSFLQSMI |  | TAVGIPEVMS |  | RLEVVFTALM |
| NSKGVSLFDI |  | INPEIITRDG |  | FLLLQMDFGF |  | PEHLLVDFLQ |  | SLS        |

A: Аланін

C: Цистеїн

D: Аспарагінова кислота

E: Глутамінова кислота

F: Фенілаланін

G: Гліцин

H: Гістидин

I: Ізолейцин

K: Лізин

L: Лейцин

M: Метіонін

N: Аспарагін

P: Пролін

Q: Глутамін

R: Аргінін

S: Серин

T: Треонін

V: Валін

W: Триптофан

Задіяний у таких біологічних процесах, як метаболізм ліпідів, транспорт, метаболізм холестеролу, транспорт ліпідів, метаболізм стероїдів, метаболізм стеролів, альтернативний сплайсинг. 
Секретований назовні.